# Schrebera
Schrebera  é um gênero botânico da família Oleaceae
Encontrado na África e na Índia.

## Sinonímia
Nathusia

### Espécies
Formado por 37 espécies:
Schrebera affinis Schrebera alata Schrebera albens
Schrebera americana Schrebera arborea Schrebera argyrotricha
Schrebera buchanani Schrebera capensis Schrebera capuronii
Schrebera chevalieri Schrebera excelsa Schrebera gilgiana
Schrebera golungensis Schrebera goetzeana Schrebera greenwayi
Schrebera holstii Schrebera koiloneura Schrebera kusnotoi
Schrebera latialata Schrebera macrantha Schrebera macrocarpa
Schrebera mazoensis Schrebera merkeri Schrebera nyassae
Schrebera obliquifoliolata Schrebera oligantha Schrebera orientalis
Schrebera platyphylla Schrebera pongati Schrebera pubescens
Schrebera saundersiae Schrebera schellenbergii Schrebera schinoides
Schrebera swietenioides Schrebera tomentella Schrebera trichoclada
Schrebera welwitschii

## Nome e referências
Schrebera™ Roxburgh, 1799